# سفارة المغرب في النرويج
سفارة المغرب في النرويج هي أرفع تمثيل دبلوماسي لدولة المغرب لدى النرويج. تقع السفارة في أوسلو وهي تهدف لتعزيز المصالح المغربية في النرويج.

## سفراء المغرب في النرويج
| السفير             | صورة | تاريخ التعيين    | تاريخ تقديم أوراق الاعتماد | تاريخ انتهاء المهمة | ملك المغرب               | ملك النرويج   |
| ------------------ | ---- | ---------------- | -------------------------- | ------------------- | ------------------------ | ------------- |
|                    |      |                  |                            |                     | الحسن الثاني             | أولاف الخامس  |
| عبد الرزاق الدغمي  |      | 7 مايو 1992      |                            |                     | الحسن الثاني             | هارالد الخامس |
| علي عاشور          |      | 5 نوفمبر 1996    |                            | 2001                | الحسن الثاني/محمد السادس | هارالد الخامس |
| عبد الوهاب البلوقي |      | 5 يناير 2001     |                            | 2003                | محمد السادس              | هارالد الخامس |
|                    |      |                  |                            |                     | محمد السادس              | هارالد الخامس |
| السعدية العلوي     |      | 6 ديسمبر 2011    |                            |                     | محمد السادس              | هارالد الخامس |
| لمياء الراضي       |      | 13 أكتوبر 2016‘‘ |                            |                     | محمد السادس              | هارالد الخامس |
| نبيلة فريدجي       |      | 16 ديسمبر 2021‘  | 12 يناير 2022              |                     | محمد السادس              | هارالد الخامس |

## وصلات خارجية
- قائمة سفارات المغرب
- قائمة السفارات في النرويج